# Samu (wrestler)
Samuel Fred Anoaʻi, meglio conosciuto come Samu o Samula Anoa'i (San Francisco, 29 maggio 1963), è un ex wrestler statunitense di origini samoane, noto per i suoi trascorsi nelle federazioni World Championship Wrestling (WCW), Extreme Championship Wrestling (ECW), New Japan Pro-Wrestling (NJPW) e World Wrestling Federation, negli anni ottanta e novanta.

## Carriera

### Inizi (1981–1983)
Ebbe il suo primo addestramento al wrestling all'età di 14 anni sotto la supervisione del padre Afa e dello zio Sika. Entrò nei professionisti a 17 anni nel 1981.

### World Wrestling Federation (1983–1984)
Nel 1983 cominciò ad apparire nella World Wrestling Federation (WWF) quando Sika (parte del tag team campione WWF di coppia in carica) si infortunò il 12 marzo 1983. Conosciuto semplicemente come "Samula", egli aiutò i Wild Samoans a difendere i titoli tag team in alcune occasioni fino a quando tornò Sika. Quindi, Samula rimase nella WWF a dare manforte al padre e allo zio. Nel gennaio 1984 perse per squalifica contro Bob Backlund. Durante l'estate del 1984 effettuò un turn face dopo che i Wild Samoans avevano lasciato la WWF. In due occasioni lottò in coppia con Hulk Hogan durante dei tour WWF in Giappone, affrontando entrambe le volte Antonio Inoki e Tatsumi Fujinami. Questi furono gli ultimi incontri disputati da Samula prima di lasciare la compagnia nel gennaio 1985.

### Federazioni varie (1984–1989)
Dopo la WWF Samula si trasferì nella International Wrestling a Montreal in Canada. Qui gli fu dato il ring name The Great Samu e come manager Eddie "The Brain" Creatchman. Ebbe un feud con Dino Bravo, sconfiggendolo e vincendo l'International Heavyweight Championship il 30 giugno 1986. Samu detenne il titolo fino al 3 novembre 1986, quando fu sconfitto da David Schultz. Quando la International Wrestling chiuse i battenti pochi mesi dopo, Samu si trasferì a Porto Rico.
Mentre lavorava a Montreal, cominciò ad uscire insieme al cugino Solofa Fatu, che lottava nella zona come babyface con il nome "Prince Alofa". I due cugini firmarono per la World Wrestling Council di Porto Rico e divennero The Samoan Swat Team: Samu & Fatu. La coppia adottò la gimmick dei "selvaggi samoani" che aveva reso celebri i loro padri, lottando a piedi nudi e non parlando mai in inglese davanti alla telecamera. Il team conquistò il WWC Caribbean Tag Team Championship il 7 novembre 1987, sconfiggendo Invader I & Invader III. Il duo restò campione per un mese circa prima di cedere le cinture a Mark Youngblood & Chris Youngblood per poi lasciare la compagnia.
Samu & Fatu apparvero quindi in Texas, lavorando nella World Class Championship Wrestling di Fritz Von Erich. Secondo la storyline era stato Buddy Roberts a portarli nella federazione per combattere i membri della famiglia Von Erich e l'ex partner nei Fabulous Freebirds Michael Hayes. Il 12 agosto 1988 la coppia sfidò Kerry & Kevin Von Erich per il WCWA World Tag Team Championship e riuscì a conquistare le cinture. I due samoani rimasero imbattuti in WCCW fino al 12 settembre quando furono sconfitti da Michael Hayes & "Do It To It" Steve Cox. Samu & Fatu riconquistarono il titolo solo quattro giorni dopo. Il 15 ottobre Hayes & Cox sconfissero nuovamente il Samoan Swat Team, ma furono da questi poi sconfitti solo due giorni dopo. Il 12 settembre 1988, il Samoan Swat Team sconfisse "Hollywood" John Tatum & Jimmy Jack Funk vincendo anche il WCWA Texas Tag Team Championship. Debuttarono in pay per view a SuperClash III della AWA, il primo (e unico) PPV organizzato dalla American Wrestling Association. I samoani difesero con successo i titoli WCCW Tag-Team contro Michael Hayes & Steve Cox. All'inizio del 1989, i due lasciarono la WCCW, costringendo entrambi i titoli di tag team a essere resi vacanti a causa della loro partenza improvvisa.

### World Championship Wrestling (1989–1990)
Il Samoan Swat Team firmò per la World Championship Wrestling, e la coppia fu presentata dal manager Paul E. Dangerously come il rimpiazzo degli "Original" Midnight Express che avevano lasciato la federazione. I Samoans sconfissero i Midnight Express all'evento Clash of the Champions VI il 2 aprile 1989. All'evento The 1989 Great American Bash i Samoan Swat Team lottarono insieme agli ex rivali Michael Hayes, Terry Gordy e Jimmy Garvin perdendo il War Games Match contro The Road Warriors, Midnight Express e "Dr. Death" Steve Williams. Alla fine del 1989 ai Samoans fu assegnato un nuovo manager: "The Big Kahuna" Oliver Humperdink. Anche i loro ranghi furono rafforzati dall'aggiunta di The Samoan Savage, fratello di Fatu. I samoani iniziarono a perdere sempre più incontri verso la fine del 1989, ma le loro fortune sembrarono cambiare a causa dell'infortunio di Sid Vicious. A causa del suo infortunio, gli Skyscrapers furono estromessi dall'"Iron Team Tournament" di Starrcade 1989 e i Samoan Swat Team furono scelti come sostituti, ma solo Fatu e Samoan Savage, senza alcune spiegazione per l'esclusione del più esperto Samu. Per il restante tempo trascorso dal Samoan Swat Team nella WCW, Fatu e Samoan Savage gareggiarono sotto questo nome mentre Samu fece alcune apparizioni in singolo.

### World Wrestling Federation (1992–1994, 1995-1996)
Nel luglio 1992, Samu e Fatu firmarono per la World Wrestling Federation, e il loro tag team aveva come manager Afa, il padre di Samu. La coppia cambiò nome in The Headshrinkers anche se la gimmick rimase la stessa, quella dei selvaggi samoani. Anche Rodney Anoa'i fu messo sotto contratto dalla WWF ma il suo personaggio venne cambiato in "Yokozuna", un possente lottatore di sumo giapponese, e quindi non fu fatta nessuna menzione dei legami di famiglia tra lui e i samoani. Il team fece la sua prima apparizione quando aiutò i Money Incorporated a sconfiggere i Natural Disasters conquistando il WWF World Tag Team Championship. All'inizio del loro periodo in WWF, gli Headshrinkers ebbero delle rivalità con i Natural Disasters e con i recentemente formati High Energy.
Tra il 1992 e la prima metà del 1994, gli Headshrinkers mantennero una posizione media nella divisione tag-team, occasionalmente sfidando i campioni in carica per i titoli e facendo sporadiche apparizioni in PPV avendo dei feud con The Smokin' Gunns e Men on a Mission. Assistettero Yokozuna nel corso del suo casket match con The Undertaker alla Royal Rumble '94. Nell'aprile 1994 gli Headshrinkers effettuarono un inaspettato turn face e sfidarono gli allora campioni di coppia The Quebecers, e con l'aggiunta del nuovo manager Captain Lou Albano, il team riuscì a vincere le cinture il 26 aprile 1994. Al PPV King of the Ring 1994 del 19 giugno, i due difeso con successo le cinture contro Yokozuna & Crush. Il loro regno da campioni terminò il 28 agosto per mano di Shawn Michaels & Diesel. Il cambio di titolo avvenne solo un giorno prima della data prevista per la difesa dello stesso contro Irwin R. Schyster & Bam Bam Bigelow. Poco tempo dopo Samu lasciò la WWF per riprendersi da un infortunio e fu sostituito da Sione. Quindi Samu finì a lottare nel circuito indipendente.
Dopo essere stato per un po' lontano dai riflettori, Samu tornò in WWF nel 1995. Insieme al cugino Matt Anoa'i formò il tag team denominato The Samoan Gangster Party e Samu adottò il ring name "Sammy the Silk" mentre Matt divenne "Big Matty Smalls". I due uomini non lottavano sul ring, ma piuttosto osservavano Fatu da lontano mentre l'ex Headshrinkers cercava di trasformarsi in un modello positivo per i ragazzi di strada. Tale angle non andò mai oltre le prime fasi perché i Samoan Gangster Party non salirono mai sul ring a confrontarsi con Fatu prima che il suo personaggio venisse totalmente cambiato e la storyline fu scartata. Nel maggio 1996 Samu e Tahitian Warrior lottarono in qualche house show affrontando gli Smokin Gunns.

### Ritiro (2022–presente)
Il 10 febbraio 2022 Samu firmò un "Legends contract" con la WWE.
Uscì occasionalmente dal ritiro il 5 febbraio 2024 per lottare in coppia con suo figlio, Lance, sconfiggendo i Full Blooded Italians (Little Guido & Tommy Rich) allo show BCW A Tribute To The Extreme 2 svoltosi a Filadelfia.

## Vita privata
Samu Anoa'i è membro della famiglia Anoa'i, storica dinastia di wrestler samoani. Figlio di Afa, è sposato con Melissa Fritz. La coppia ha cinque figli, uno dei quali, Lance, è anch'esso un lottatore professionista.
Il 24 ottobre 2018 Anoa'i annunciò di avere un cancro al fegato al quarto stadio e di essere in lista d'attesa per un trapianto.

## Personaggio
Mosse finali
- Diving headbutt
- Samoan Stunner (Fireman's carry cutter)

Manager
- Doc Daniels
- Dylan Dean
- Lou Albano
- Eddie Creatchman
- Buddy Roberts
- Joel Deaton
- Notorious Norm
- Jimmy Garvin
- Paul E. Dangerously
- Oliver Humperdink
- Afa

## Titoli e riconoscimenti
- Cleveland Wrestling Alliance
  - CWA Heavyweight Championship (1)
- Eastern Wrestling Federation
  - EWF Tag Team Championship (1) - con LA Smooth
- Independent Superstars of Pro-Wrestling
  - ISPW Heavyweight Championship (2)
  - ISPW Tag Team Championship (1) – con LA Smooth
- International World Class Championship Wrestling
  - IWCCW Tag Team Championship (1) – con Mack Daddy Kane
- Lutte Internationale
  - Canadian International Heavyweight Championship (1)[4]
- National Wrestling League
  - NWL Heavyweight Championship (6)
  - NWL Tag Team Championship (2) – con John Rambo
  - Neil Superior Memorial Cup (2007)
- New England Pro Wrestling Hall of Fame
  - Classe del 2011
- New World Wrestling
  - NWW Undisputed Brass Knuckles Championship (1)[28]
- Northern States Wrestling Alliance
  - NSWA Tag Team Championship (1) - con Fatu
- Pittsburgh Wrestling League
  - PWL Heavyweight Championship (1)
- Pro Wrestling eXpress
  - PWX Heavyweight Championship (3)
  - PWX Circle of Respect (Hall of Fame) 2014
- Trans World Wrestling Federation
  - Trans World Wrestling Championship (1)
- Ultimate Ring Wars Wrestling
  - Undisputed World Brass Knuckles Championship (1)
- World Class Wrestling Association
  - WCWA Texas Tag Team Championship (1) – con Fatu
  - WCWA World Tag Team Championship (3) – con Fatu[4][29][30]
- World Wrestling Council
  - WWC Caribbean Tag Team Championship (1) – con Fatu[4]
  - WWC World Tag Team Championship (1) – con Tahitian Warrior
- World Wrestling Federation
  - WWF Tag Team Championship (1) – con Fatu[4]
  - Slammy Award (1)
    - Best Etiquette (1994) – con Fatu
- World Xtreme Wrestling C4
  - Samoan Legacy Cup (2018)
- World Xtreme Wrestling
  - WXW Heavyweight Championship (7)
  - Hall of Fame (2013)[31]
- Wrestling Observer Newsletter
  - Worst Worked Match of the Year (1993) con Fatu, Bastion Booger & Bam Bam Bigelow vs. The Bushwhackers & Men on a Mission a Survivor Series